# Stuart Young
Stuart Richard Young SC MP (nascido em 9 de fevereiro de 1975) é um político e advogado de Trinidad e Tobago, representando o Movimento Nacional do Povo (PNM). Ele tem servido como Membro do Parlamento na Câmara dos Representantes por Port-of-Spain North/St. Ann's West desde as eleições gerais de 2015. Ele é o atual Ministro de Energia e Indústrias de Energia e Ministro no Gabinete do Primeiro-Ministro. Em 6 de janeiro de 2025, foi anunciado que Young seria o candidato presumível para se tornar o sucessor do Primeiro-Ministro de Trinidad e Tobago em agosto de 2025, quando o Primeiro-Ministro Keith Rowley pretende renunciar à política representativa. Young já ocupou os cargos de Ministro da Segurança Nacional, Ministro no Ministério do Procurador-Geral e Assuntos Jurídicos e Ministro das Comunicações. Young foi nomeado Conselheiro Sênior em 20 de junho de 2024.

## Primeiros anos
Young nasceu na Henry Street, Port of Spain, em 9 de fevereiro de 1975, filho de Richard Peter Young, um banqueiro, e Priscilla Hosein, uma enfermeira. Ele é de ascendência chindiana; seu pai é de ascendência chinesa e sua mãe é de ascendência indiana muçulmana de Lal Beharry Trace em Penal–Debe. Ele era o mais velho de três filhos. Frequentou o Saint Mary's College em Port of Spain, onde foi coroinha-chefe. Ele considerou se tornar padre ou contador, mas acabou decidindo estudar direito na Universidade de Nottingham, na Inglaterra. Ele foi chamado para o Bar da Inglaterra e País de Gales como advogado júnior no Gray's Inn em julho de 1997. No ano seguinte, ele recebeu um certificado de educação jurídica da Escola de Direito Hugh Wooding e foi admitido na ordem dos advogados de Trinidad e Tobago. Ele também foi admitido na ordem dos advogados da Comunidade da Dominica e de Antígua e Barbuda.
Young atuou como advogado em várias comissões de inquérito, incluindo a Comissão de Inquérito de Piarco, a Comissão de Inquérito sobre o Setor da Construção e a Comissão de Inquérito sobre a União de Crédito Hindu e CL Financial. Ele serviu no comitê legislativo da Câmara de Comércio Americana, como membro do conselho da FUNDAID e como membro do conselho da Associação de Advogados de Trinidad e Tobago. Ele é presidente e membro fundador da Synergy Entertainment Network Limited e da W.I. Sports Limited.

## Carreira política

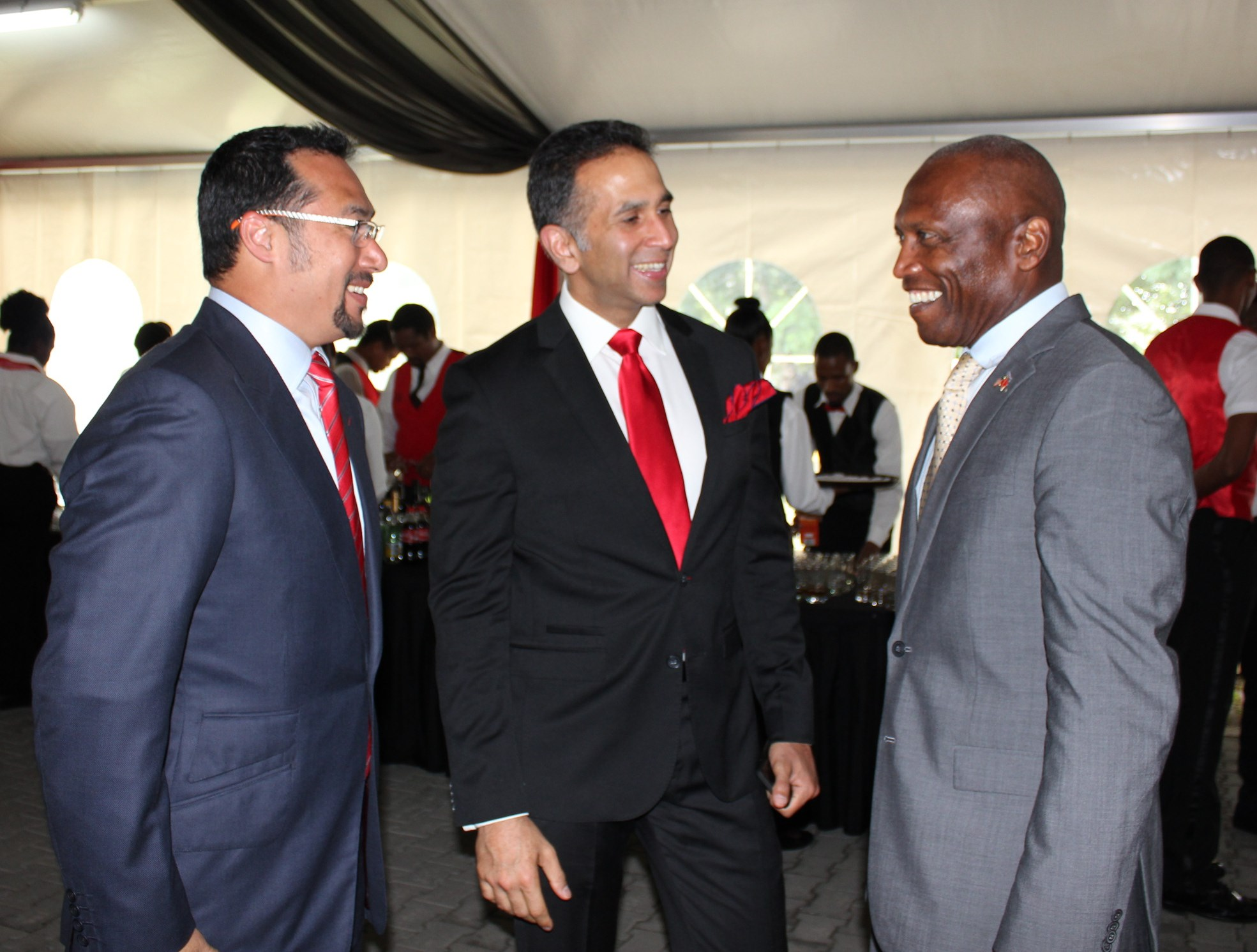
Young (esquerda) com Faris Al-Rawi e John L. Estrada em 2016

Young iniciou sua carreira política em 18 de março de 2014, servindo como Senador da Oposição temporário durante a 4ª Sessão do 10º Parlamento Republicano. No ano seguinte, ele foi escolhido com sucesso como candidato do Movimento Nacional do Povo (PNM) para ser o Membro do Parlamento na Câmara dos Representantes por Port-of-Spain North/St Ann's West. Ele foi eleito para o cargo em 7 de setembro de 2015. Após a eleição, ele foi nomeado Ministro no Ministério do Procurador-Geral e Assuntos Jurídicos em 11 de setembro de 2015, cargo que ocupou até 5 de agosto de 2018.
Em 17 de março de 2016, ele foi designado para o cargo adicional de Ministro no Gabinete do Primeiro-Ministro. De 7 de junho de 2018 até 20 de julho de 2019, ele foi Ministro das Comunicações e, de 6 de agosto de 2018 até 18 de abril de 2021, ele foi Ministro da Segurança Nacional. Ele foi descrito como o "Ministro de Tudo". Young também serve como presidente do Comitê de Finanças e Assuntos Gerais do Gabinete (F&GP), além de ser membro do Conselho Nacional de Segurança (NSC), do Comitê Permanente de Energia, do Comitê Consultivo de Recursos Humanos, do Comitê de Privilégios e do Comitê de Instrumentos Legais.
Young foi reeleito para o cargo durante as eleições gerais de 2020 em 10 de agosto de 2020. Ele foi nomeado para o comitê conjunto de Assuntos de Energia e o Projeto de Lei de Controle da Cannabis, 2020, em 9 de novembro de 2020. Ele também foi co-presidente da Equipe de Negociação do Governo para energia. Em 19 de abril de 2021, ele foi redesignado como Ministro de Energia e Indústrias de Energia para assumir o cargo de Franklin Khan, que faleceu no cargo.
Em dezembro de 2022, Young foi eleito Presidente do Movimento Nacional do Povo (PNM). 
Em 3 de janeiro de 2025, o Primeiro-Ministro Keith Rowley anunciou sua intenção de deixar o cargo de Primeiro-Ministro antes que as eleições sejam constitucionalmente devidas ainda este ano. Em 26 de fevereiro de 2025, o Primeiro-Ministro Keith Rowley anunciou que renunciará oficialmente ao cargo em 16 de março. Em 6 de janeiro de 2025, Stuart Young foi eleito por seus colegas do PNM como Primeiro-Ministro, sucedendo Rowley em 17 de março de 2025.